# HMS Vervain (1941)
HMS Vervain (Корабль Его Величества «Вервейн») — британский корвет типа «Флауэр», состоявший на вооружении Королевского флота Великобритании в годы Второй мировой войне.

## История
Заложен 16 ноября 1940 на стапелях верфи «Harland & Wolff Ltd.» в Белфасте. Спущен на воду 12 марта 1941, в эксплуатацию официально введён 9 июня 1941. В годы войны занимался сопровождением конвоев и спасением экипажей и пассажиров затонувших кораблей. 28 февраля 1943 экипаж корвета провёл операцию по спасению экипажа судна «Уэйд Хэмптон» из конвоя Нью-Йорк — Мурманск, торпедированного U-405. Корабль затонул близ Гренландии, выжившие были подобраны также экипажами торгового судна «Байано» и эсминца «Беверли».
20 февраля 1945 в 11:45 при сопровождении конвоя корвет «Вервэйн» был торпедирован подлодкой U-1276 к юго-востоку от Дангарвана (Ирландия) и к югу от Уотерфорда. Корвет затонул в течение 20 минут, три офицера и тридцать матросов были спасены. В настоящее время останки корабля считаются воинским захоронением согласно принятому в 1986 году Акту о защите воинских захоронений.